# 森戸・稲村論争
森戸・稲村論争（もりと・いなむらろんそう）とは、1949年の日本社会党第4回党大会における、運動方針案を巡る党内対立・路線論争。社会党右派の森戸辰男と社会党左派の稲村順三がそれぞれ案を出して対立したことから、この名で呼ばれる。
党の性格を「国民政党」とし議会主義のルールに則って反共を打ち出す森戸案に対し、稲村案では革命によって社会制度を変革し時に日本共産党との共闘も辞さない「階級政党」と党の性格を位置づけていた。この論争はそれ以前に与党として参画した片山内閣・芦田内閣をどう評価するかという問題にもつながり、更に日本に於いて如何に社会主義的政策を実現していくのか論争の焦点となった。
結局、勝間田清一の調停により、運動方針には党の性格を「労働階級を中核とする農民、中小企業者並に知識層などの広汎な勤労大衆の民主的組織体たる政党」と記述することで決着した。運動方針全体も、左派色の強いものになった。書記長も右派の浅沼稲次郎に代わり左派の鈴木茂三郎が就任、2年後の左右分裂の伏線となっていく。第4回大会以後、社会党は1986年「日本社会党の新宣言」決定まで基本的に左派優位が続いた。この日本社会党の傾向を日本型社会民主主義と呼ぶ見解もある。
森戸・稲村論争は、その後の社会党史をいろどる路線論争の原型となった。勝間田清一の調停は「階級的大衆政党」の概念を提出したものとして名高いが、運動方針にはこの言葉自体はなく、「階級的大衆政党」が党文書に明記されるのは左社綱領を待たなければならなかった。